# Jan Šrámek

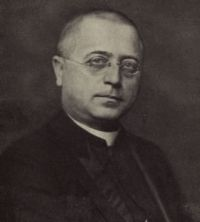
Jan Šrámek

Jan Šrámek (Grygov, 8 november 1870 – Praag, 22 april 1956), was een Tsjecho-Slowaaks katholiek priester, filosoofp. 92 en christendemocratisch politicus. Hij studeerde theologie (en verwierf na promotie de titel van doctor) en was ereprelaat van de paus met de aanspreektitel van monseigneur.  Šrámek maakte sinds de oprichting van de republiek Tsjecho-Slowakije in 1918 deel uit van de Nationale Assemblée (later de Kamer van Afgevaardigden genaamd). In 1918 was hij een van de oprichters van de christendemocratische Tsjecho-Slowaakse Volkspartijp. 96 en tevens tot 1948 haar voorzitter. De Volkspartij maakte tussen de wereldoorlogen in deel uit van de nationale coalitieregering. Šrámek was tussen 1918 en 1938 diverse malen minister.p. 96vv
Na de ondertekening van het Verdrag van München in 1938 week hij uit naar Londen.pp. 98-99 Na de Duitse inval in Tsjecho-Slowakije in 1939, sloot Šrámek zich aan bij het verzet. Hij werd onder Eduard Beneš vicevoorzitter van het Tsjecho-Slowaakse Nationaal Comité dat in Londen was gevestigd en was sinds 1940 minister-president van de Tsjecho-Slowaakse regering in ballingschap in Londen.p. 99 Zijn voormalige politieke bondgenoot Emil Hácha was ondertussen president van het Protectoraat Bohemen en Moravië dat in feite door de Duitsers werd bestuurd.
In april 1945 trad Šrámek als minister-president af, maar bleef voorzitter van de Volkspartij en parlementslid.p. 102
Vanaf 2 mei tot 9 mei 1945 werd Tsjecho-Slowakije door geallieerde troepen bevrijd. Tsjecho-Slowakije zou een neutrale staat worden die goede contacten zou blijven onderhouden met zowel het Westen als het Oosten (Sovjet-Unie). De bloedige verdrijving van de Duitse bevolking uit Tsjecho-Slowakije werd door de priester Šrámek niet vermeld en niet veroordeeld. President Beneš was al langer teleurgesteld in het Westen, omdat zij de Duitsers in 1938 toestond om Sudetenland te bezetten en in 1939 niet reageerden toen de Tsjechische landen werden opgeslokt door het Duitse Rijk en Slowakije onafhankelijk werd. Het is daarom niet verwonderlijk dat Beneš en de Tsjecho-Slowaakse politici zich vooral op de Sovjet-Unie richtten.
Vanaf 1945 werd Tsjecho-Slowakije geregeerd door het Nationaal Front dat door de communisten gedomineerd werd. Ook Šrámeks christendemocratische Volkspartij maakte hier deel van uit. Šrámek en zijn collega-politici binnen en buiten de Volkspartij maakten zich zorgen over de groeiende macht van de communistische partij. Vanaf 1947 werd de sympathie onder de bevolking voor de communisten veel minder, ondanks de verdeling van etnisch Duitse huizen en goederen uit het gezuiverde Sudetenland en Jihlava. Omdat de communisten hun grote macht niet wilden verliezen, pleegden zij in februari 1948 een staatsgreep. Šrámek moest als voorzitter van de Volkspartij aftreden.pp. 108-110 Zijn opvolger als voorzitter, Alois Petr en de "sterke man" binnen de Volkspartij, de linkse progressieve priester en oud-Dachau-gevangene Josef Plojhar, stonden een nauwe samenwerking met de communisten van Klement Gottwald voor.
Jan Šrámek overleed op 22 april 1956 onder huisarrest.